# Rubén Bejarano Ferreras
Arsenio Rubén Bejarano Ferreras (Madrid, 17 de gener de 1974) és un polític espanyol. Va ser diputat autonòmic a la desena legislatura de l'Assemblea de Madrid.

## Biografia
Va néixer el 17 de gener de 1974 a Madrid.
Candidat nombre 11 de la llista de Esquerra Unida-Els Verts (IU-LV) per a les eleccions a l'Assemblea de Madrid de maig de 2011, va resultar elegit diputat de la novena legislatura del Parlament regional.
Escollit regidor de l'Ajuntament de Leganés a les eleccions municipals de maig de 2015, a l'octubre de 2015 va entrar en l'equip de govern de l'alcalde Santiago Llorente (PSOE) com a regidor encarregat de l'Àrea d'Ocupació i Desenvolupament Local. Anteriorment coordinador d'Esquerra Unida a Leganés, el 2017 es va adherir a la plataforma Actúa impulsada per Gaspar Llamazares i Baltasar Garzón (previ pas d'una afiliació intermèdia en Esquerra Oberta).